# Vrančice
Vrančice (německy Wrantschitz) jsou obec v okrese Příbram ve Středočeském kraji, asi 9 km jižně od Příbrami. Žije zde 173 obyvatel.

## Historie
První písemná zmínka o obci pochází z roku 1253.

## Obecní správa

### Části obce
- Mýšlovice (k. ú. Mýšlovice)
- Vrančice (k. ú. Vrančice)
- Životice (k. ú. Mýšlovice)

K obci patří také Hora, Na Čmíně a Pazderna.
Sousedními obcemi sídla jsou Milín, Pečice, Tochovice, Zbenice, Těchařovice a Ostrov.

### Územněsprávní začlenění
Dějiny územněsprávního začleňování zahrnují období od roku 1850 do současnosti. V chronologickém přehledu je uvedena územně administrativní příslušnost obce v roce, kdy ke změně došlo:
- 1850 země česká, kraj Plzeň, politický i soudní okres Březnice[4]
- 1855 země česká, kraj Písek, soudní okres Březnice
- 1868 země česká, politický okres Blatná, soudní okres Březnice
- 1939 země česká, Oberlandrat Klatovy, politický okres Blatná, soudní okres Březnice[5]
- 1942 země česká, Oberlandrat Plzeň, politický okres Strakonice, soudní okres Březnice[6]
- 1945 země česká, správní okres Blatná, soudní okres Březnice[7]
- 1949 Pražský kraj, okres Příbram[8]
- 1960 Středočeský kraj, okres Příbram
- 2003 Středočeský kraj, okres Příbram, obec s rozšířenou působností Příbram

### Členství ve sdruženích
Obec je členem MAS Podbrdsko z.s, jehož cílem MAS a jejích členů je rozvíjet venkovský region za pomoci dotací ze Strukturálních fondů EU z národních Operačních programů a dalších zdrojů.

## Doprava

### Dopravní síť
Do obce vedou silnice III. třídy. Územím obce vede silnice I/4 (nově budovaná dálnice D4). Železniční trať ani stanice či zastávka na území obce nejsou.

### Autobusová doprava 2024
Autobusovou dopravu v obci Vrančice zajišťuje společnost Arriva Střední Čechy. Obec je součástí Pražské integrované dopravy (PID). V Životicích se nachází zastávka Vrančice,Životice. Ve Vrančicích a Mýšlovicích se autobusové zastávky nenacházejí. Na silnici I/4 se nacházela zastávka Vrančice,Životice,rozc., která však byla zrušena.

## Turistika
Obec protíná turistická trasa  Milín – Vrančice – Chraštice – Podholušice.

## Galerie

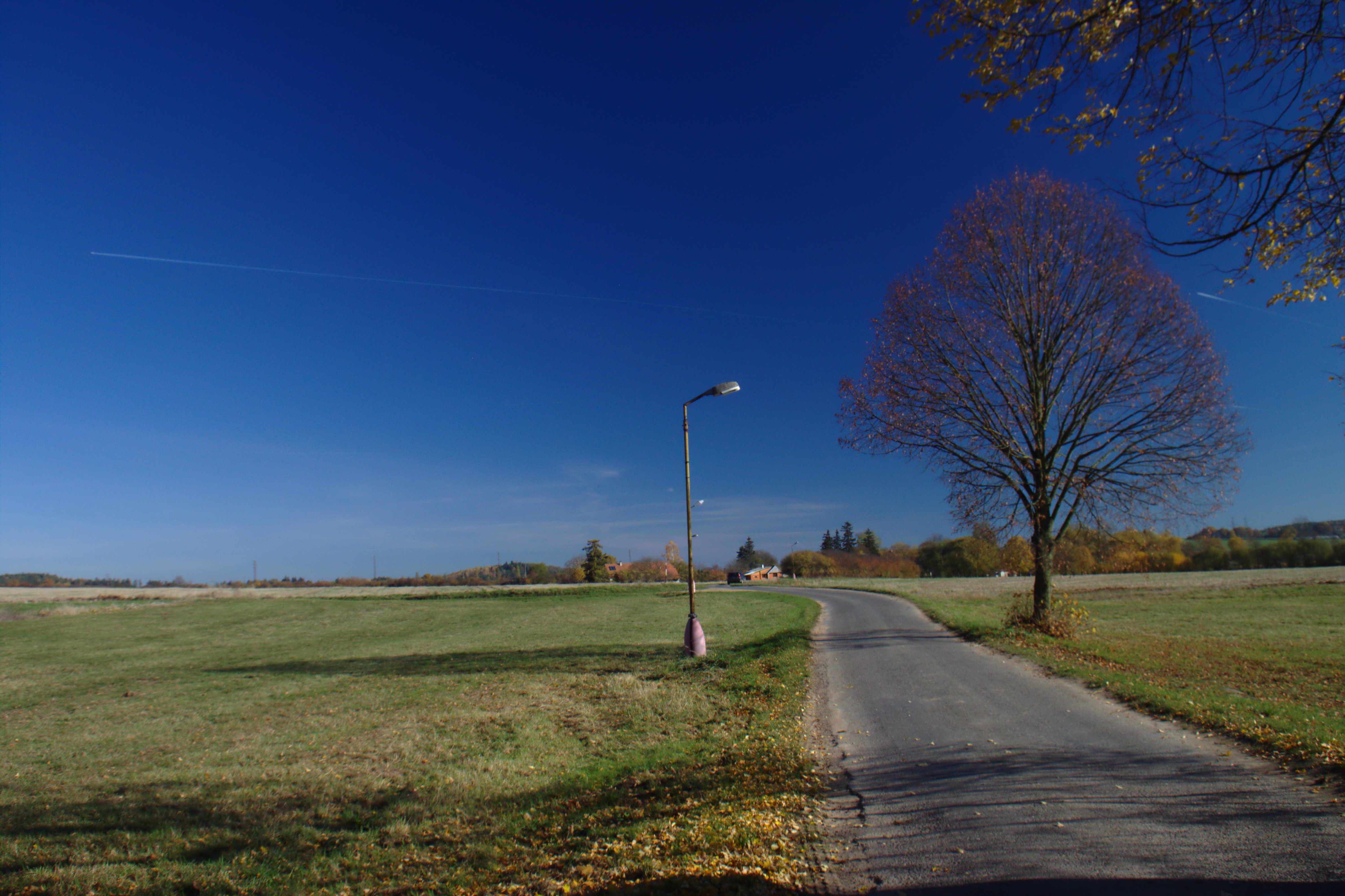
Cesta
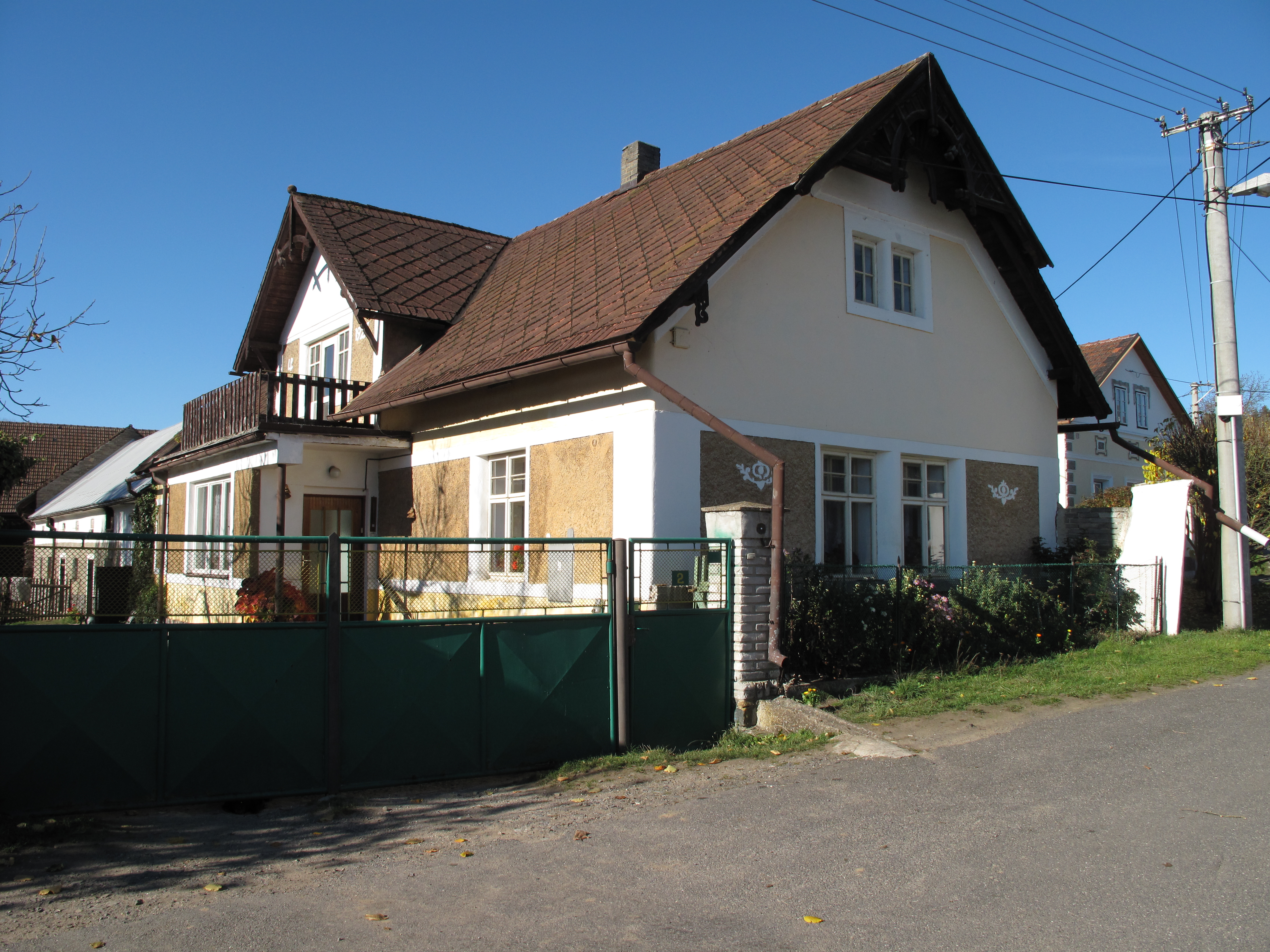
Dům
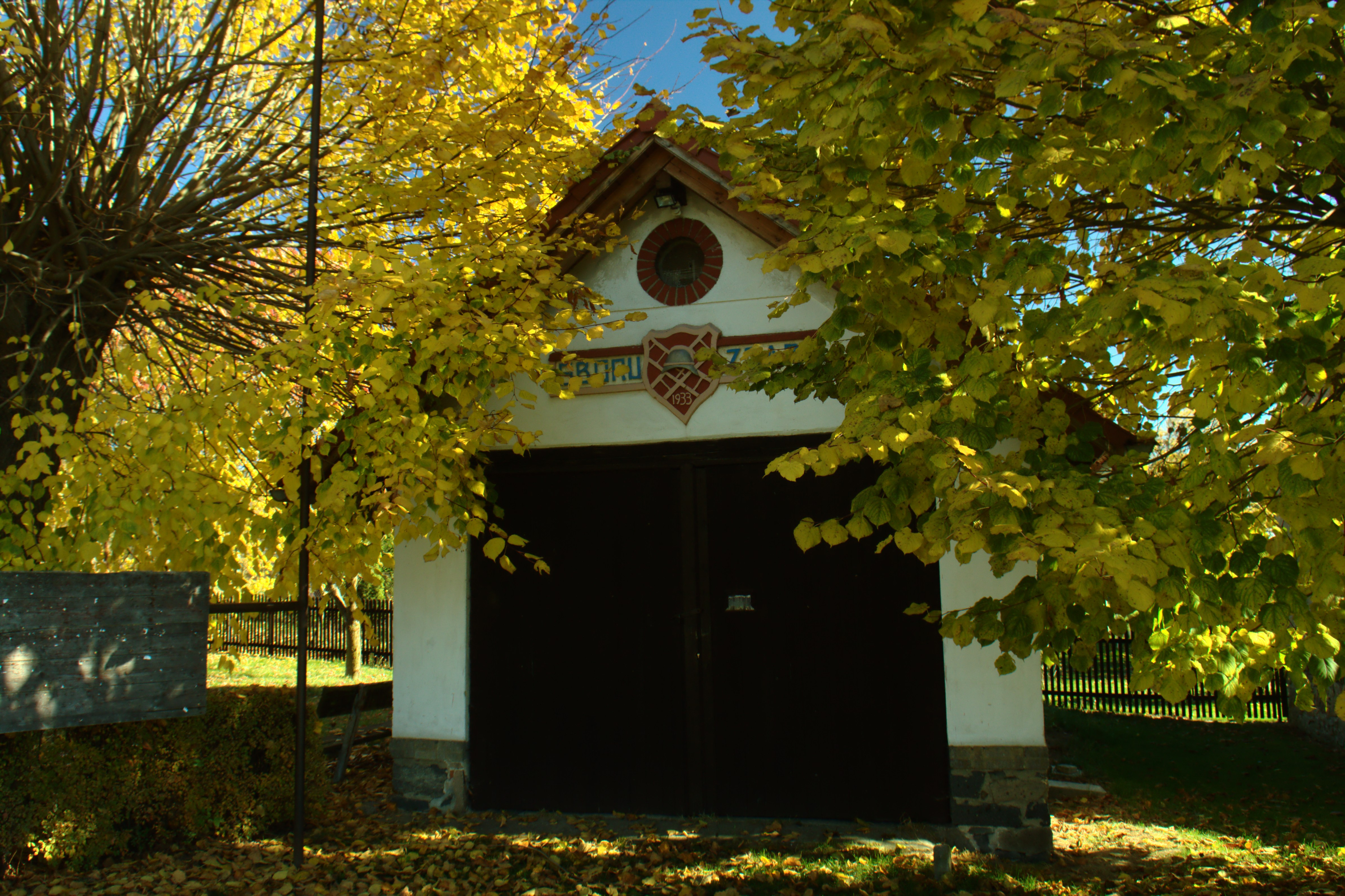
Hasičská zbrojnice
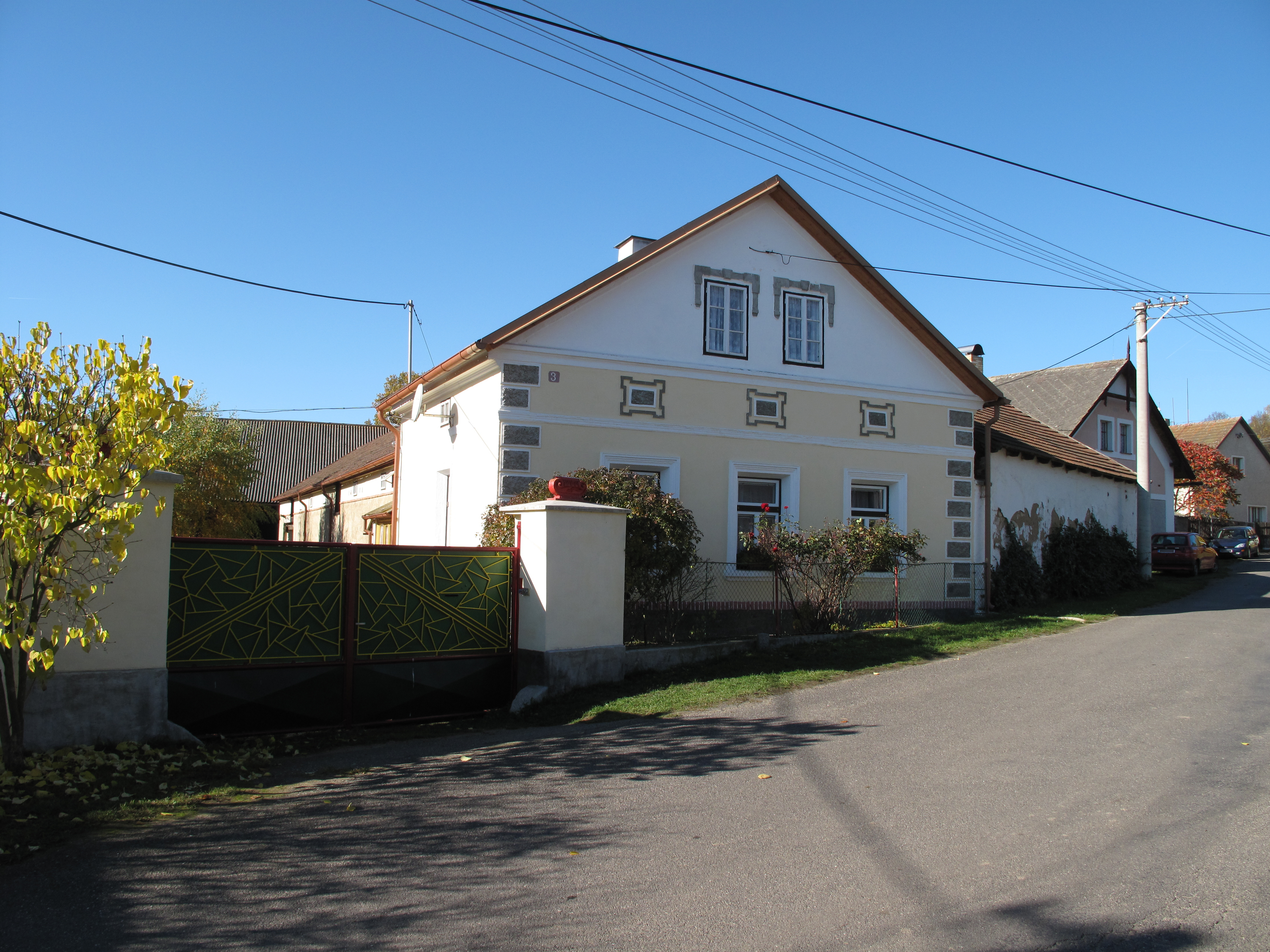
Dům
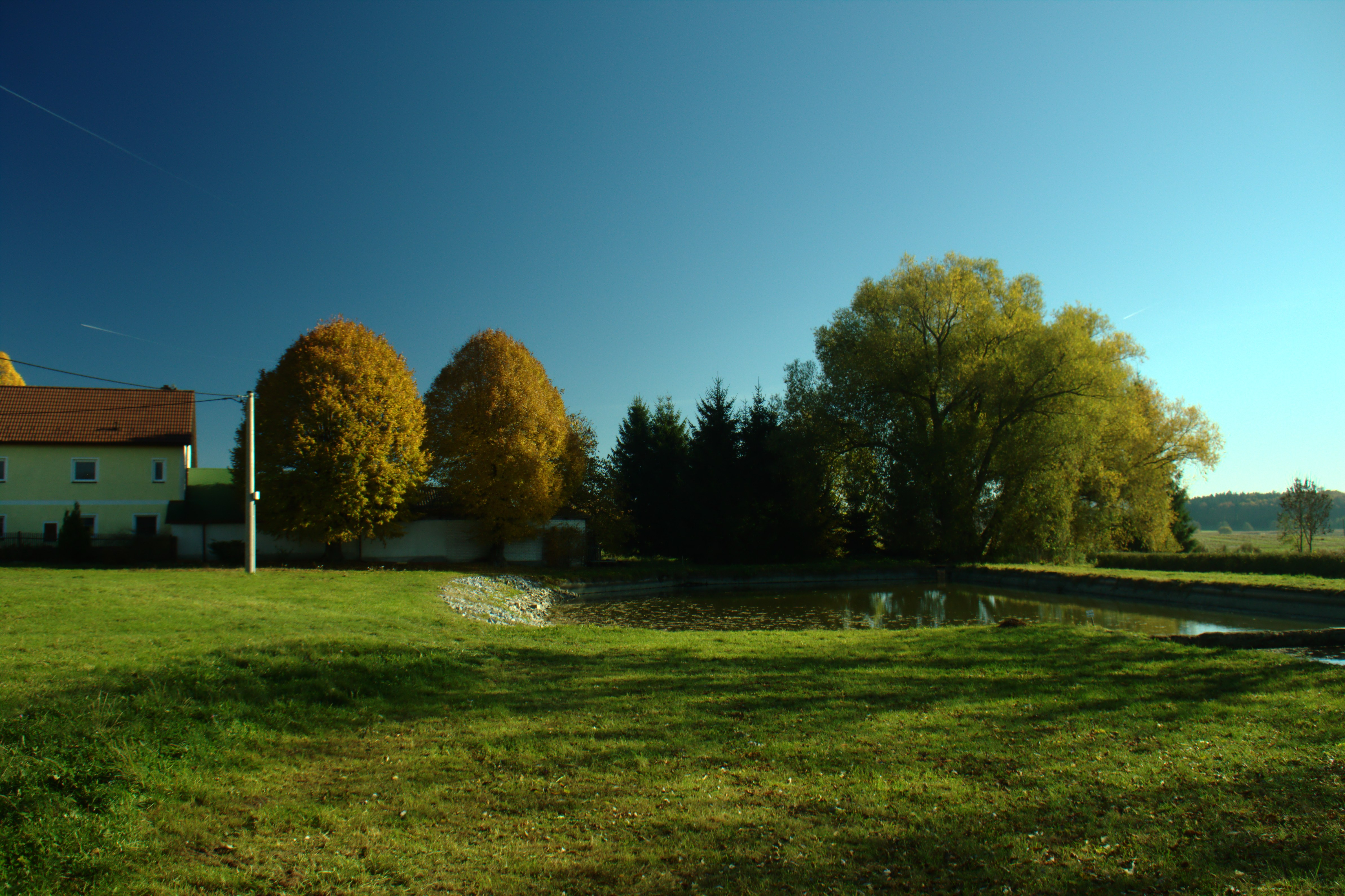
Rybník
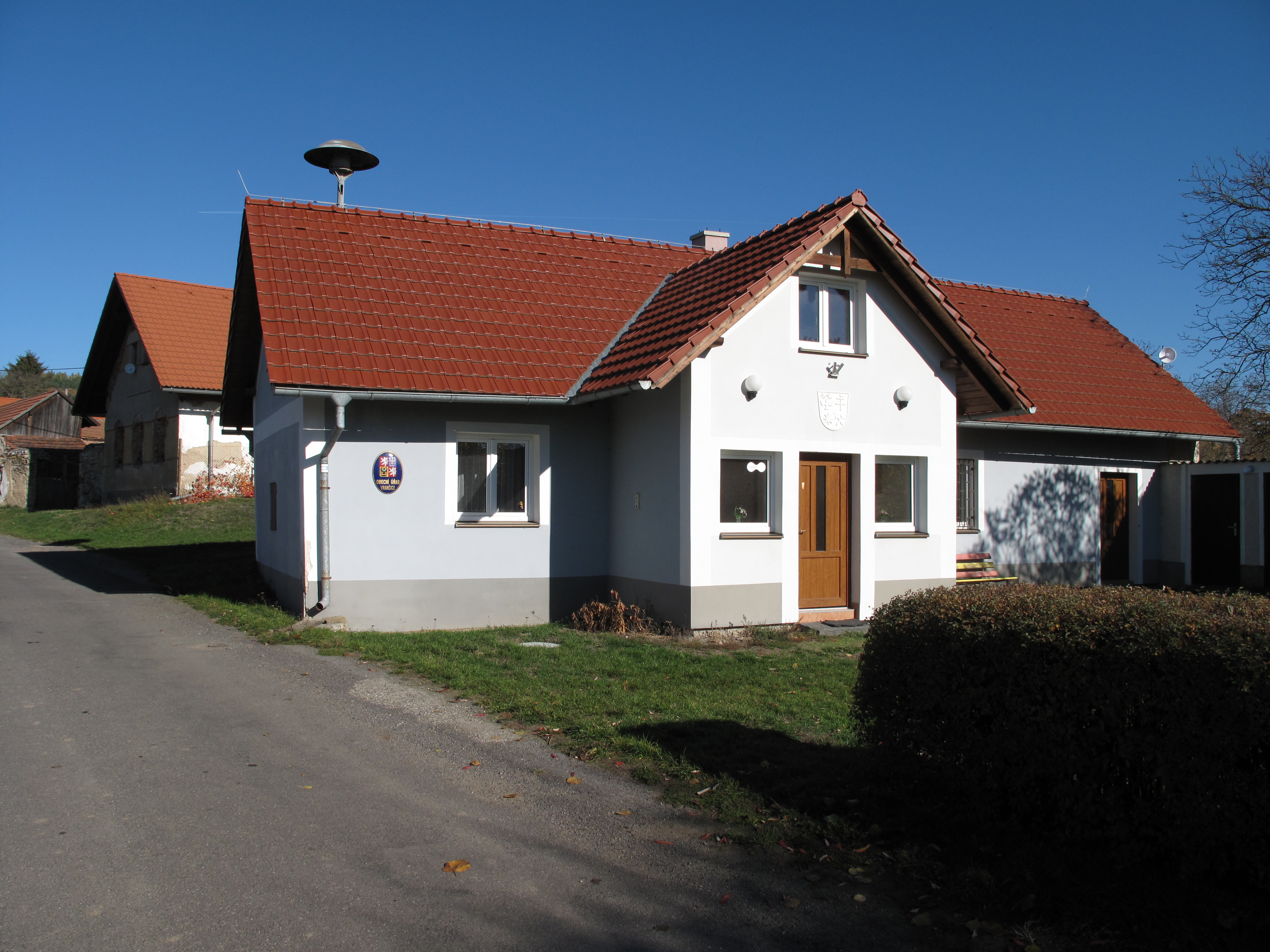
Obecní úřad